# Gammeldansen
Gammeldansen er en dansk dokumentarfilm fra 1989, der er instrueret af Irene Werner Stage.

## Handling
En aften i '57'. Om vinteren mødes foreningens medlemmer hver søndag aften til dans og 'en bid mad'. Aftenen forløber efter et bestemt ritual og slutter af med, at formanden synger 'Auf Wiedersehen'. "Det fine ved gammeldansen er, at energien bliver mellem den gruppe mennesker, der danser", siges det i filmen. Og netop energien og de ældres samvær i dansen er speciel for '57'.